# زمین‌لرزه ۱۹۸۵ اندونزی
زمین‌لرزه اندونزی  در تاریخ ۱۵ سپتامبر ۱۹۸۵ میلادی، برابر با ‎۲۴ شهریور ۱۳۶۴، ساعت ۲:۴۲:۵۴ به زمان یوتی‌سی در اندونزی رخ داد. ژرفای این زلزله ۴٫۶ کیلومتر بود، و بزرگی آن ۶٫۳ در مقیاس Mw اعلام شده‌است. زمین‌لرزه به وقت محلی در روز یکشنبه، ساعت ۱۱ روی داده و منطقه زمانی آن یوتی‌سی +۹ بوده‌است .
سازمان زمین‌شناسی آمریکا نیز رومرکز این زمین‌لرزه را در مختصات ۴°۰۷′۴۸″جنوبی ۱۳۶°۰۲′۵۶″شرقی / ۴٫۱۳°جنوبی ۱۳۶٫۰۴۹°شرقی و ژرفای آنرا در ۱۰ کیلومتر گزارش کرده‌است. بزرگی برگزیدهٔ این سازمان از میان بزرگیهای محاسبه‌شدهٔ مختلف ۶٫۳ در مقیاس Ms بوده و از دید اثر، در میان چهار دسته‌بندی «نامحسوس»، «محسوس»، «زیان‌آور» یا «با تلفات»، زلزله را «با تلفات» اعلام کرده‌است.
پروژهٔ «تنسور گشتاور مرکزوار» زاویه‌های (راستا، شیب، ریک) گسل سازندهٔ زمین‌لرزه و صفحه عمود بر آنرا (°۲۶۶، °۷۶، °۱-) یا (°۳۵۶، °۸۹، °۱۶۶-) و نوع گسل را «امتدادلغز» فرارسانده‌است.
شمار کشتگان زلزله حدود ۱۰ نفر بوده‌است.تعداد زخمیان ۷ نفر برآورده شده‌است.